# Watchman Nee
Watchman Nee (chiń. 倪柝聲; pinyin Ní Tuòshēng; ur. 4 listopada 1903, zm. 30 maja 1972) – chiński kaznodzieja chrześcijański, założyciel ruchu kościołów lokalnych. 

## Życiorys
Urodził się w Shantou jako Ni Shuzu (倪述祖), w rodzinie metodystycznej. Jako dziecko został ochrzczony. Był trzecim spośród dziewięciorga dzieci, jego ojciec zajmował się handlem tkaninami. Nee ukończył prowadzony przez misję anglikańską Trinity College w Fuzhou.
W 1920 roku wraz z matką uczestniczył w spotkaniu z kaznodziejką przebudzeniową Dorą Yu. Pod wpływem jej nauczania doznał głębokiego nawrócenia, zmieniając imię na Watchman Nee, przyjmując ponowny chrzest przez całkowite zanurzenie oraz opuszczając Kościół metodystyczny. Następnie zorganizował w Fuzhou małą wspólnotę chrześcijańską, której członkowie spotykali się na wspólnym studiowaniu Biblii i łamaniu chleba. W 1928 roku osiadł w Szanghaju, gdzie założył wydawnictwo publikujące książki o tematyce religijnej. Odrzucając instytucjonalny Kościół zainicjował powstanie ruchu kościołów lokalnych, głosząc iż chrześcijanie powinni gromadzić się wyłącznie w niewielkich wspólnotach miejscowych, natomiast tworzenie denominacji prowadzi do niszczenia wiary. W 1933 roku odwiedził Europę i Amerykę Północną, zaś w 1938 roku ponownie Europę, nawiązując kontakt z wieloma zachodnimi ewangelistami, m.in. Theodore Austin-Sparksem.
W 1949 roku wyjechał do Hongkongu, jednak rok później zdecydował się wrócić do opanowanych przez komunistów Chin. Zajmował umiarkowane stanowisko, wyrażając gotowość współpracy z organizowanym przez władze państwowe oficjalnym kościołem protestanckim. W 1952 roku został jednak aresztowany i cztery lata później skazany na 15 lat więzienia pod zarzutem łapownictwa, unikania płacenia podatków i kradzieży własności państwowej. Z powodu trwającej rewolucji kulturalnej po upływie kary nie został zwolniony, lecz zesłany do pracy na wsi. Zmarł, nie odzyskawszy wolności.